# Atalaia do Norte
Atalaia do Norte is een gemeente in de Braziliaanse deelstaat Amazonas. De gemeente telt 14.715 inwoners (schatting 2009).

## Aangrenzende gemeenten
De gemeente grenst aan Benjamin Constant, Guajará, Ipixuna en Mâncio Lima (AC).

### Landsgrens
En met als landsgrens aan het district Yavari in de provincie Mariscal Ramón Castilla en aan het district Yaquerana in de provincie Requena in de regio Loreto met het buurland Peru.